# Alessandro Penezzi
Alessandro Penezzi (Piracicaba, 19 de fevereiro de 1974) é um compositor, arranjador, professor e instrumentista brasileiro. Violonista clássico (erudito) e popular, usando violão de 6 (seis) e 7 (sete) cordas. Multiinstrumentista, toca vários instrumentos musicais como cavaquinho, bandolim, violão tenor, flauta transversal, flautim  (flauta de lata), contra-baixo, guitarra, banjo, craviola, viola caipira e percussão.

## Biografia
Penezzi foi criado no Bairro Alto em Piracicaba, cidade do interior do Estado de São Paulo, no meio das rodas de sambistas, chorões e seresteiros.
Influenciado pelo avô materno, Francisco Ernesto dos Santos, conhecido como Chico Puvi, cujo apelido é nome de passarinho, devido suas destrezas no bandolim e violão, e também pela mãe Vera, e pela tia Rosa, que sempre gostaram de tocar violão em festas da família.
Alessandro Penezzi é filho de Walkir Pereira Penezzi (músico), e conseqüentemente neto de Benedita Pereira Penezzi (Ditinha Penezzi - in memoriam), figura histórica da cidade de Piracicaba.
Aos 7 anos, Alessandro Penezzi começou estudar acompanhamento de violão perto de sua casa, com Dona Sílvia, e aos 9 iniciou o estudo do violão por tablatura com Carlos Coimbra e seu filho Coimbrinha. Após algum tempo, Coimbra ao perceber que não havia mais o que ensinar para o garoto, indicou o professor de Violão Clássico Sergio Napoleão Belluco. Alessandro acompanhado de sua mãe, omitiu sua idade de 10 anos, dizendo que completara 12, para poder estudar com o mestre que estipulava esta idade como a mínima para o aprendizado do instrumento, pois no ano anterior o mestre já o tinha recusado.
Seu mestre Belluco, vendo seu potencial e sua facilidade, colocou-o como integrante do seu regional de choro Conjunto Som Brasileiro, como solista. Agora, além do violão Clássico, Alessandro estudava sério o cavaquinho, o bandolim, dos quais já tinha algum conhecimento, o violão tenor e posteriormente os instrumentos de sopro. Nessa época chegou a ter decorado mais de 400 choros.
Estudou também com Jair Teodoro de Paula, no Conservatório Dramático e Musical de Tatuí "Dr. Carlos de Campos", e flauta com João Dias Carrasqueira (SP), pai de Toninho Carrasqueira.
Cursou violão popular na Unicamp, e foram seus professores Marcos Cavalcanti e Ulisses Rocha.
Formou-se em violão erudito em 1997 pela Escola de Música de Piracicaba maestro Ernst Mahle, sob orientação do professor Sergio N. Belluco, e bacharelou em Música Popular pela Unicamp em 2005.
Lecionou na EMPEM; na EM&T - Escola de Música e Tecnologia; e ministrou cursos de extensão em violão brasileiro e cavaquinho na Unicamp.
Escreveu artigos para revistas especializadas como Guitar Player e Acústico.
Atualmente se aplica no desenvolvimento de seu trabalho solo individual e em conjunto com outros artistas, compondo, arranjando, gravando e fazendo apresentações. É professor, colunista da revista Violão Pró, ministra workshops de violão e choro, e é concertista com várias turnês pelo mundo alem de possuir um curso online de Violão Brasileiro. 

## Turnês
Junto com o bandolinista Aleh Ferreira e o violoncelista Júlio Ortiz, formou o Trio Quintessência, que já fez turnês pela Rússia, Estados Unidos , Angola, África do Sul, Marrocos, Itália, Gabão, e Polónia.
Alessandro Penezzi já se apresentou ao lado de grandes instrumentistas como: Yamandú Costa, Dominguinhos, Zimbo Trio, Danilo Brito, Carlos Malta, Ricardo Herz, Carlos Poyares, Toninho Ferragutti, Oswaldinho do Acordeon, Laércio de Freitas, Caíto Marcondes, Arismar do Espírito Santo, Oswaldinho da Cuíca, Naylor Azevedo “Proveta”, Maurício Carrilho, Luciana Rabello, Pedro Amorim, Joel Nascimento, Conjunto Época de Ouro, Rogério Caetano, Caio Marcio, Zé Paulo Becker, Marcello Gonçalves, Ted Falcon & Pablo Fagundes e Celso Pixinga. Foi solista das orquestras Jazz Sinfônica de São Paulo e a Filarmônica de São Bernardo do Campo.
Acompanhou grandes nomes da música popular brasileira, como Beth Carvalho, Sílvio Caldas, Noite Ilustrada, Demônios da Garoa, Billy Blanco, Dona Ivone Lara, Dona Inah, Monarco, Nelson Sargento, Délcio Carvalho, Xangô da Mangueira, Riachão, Wilson das Neves, Francisco Petrônio, Wilson Moreira, Fabiana Cozza, Marília Medalha, Cristina Buarque e Mariana de Moraes.
Em 2005, fez parte da 2ª edição do Projeto Violões do Brasil, junto com Duo Assad (Sergio Assad & Odair Assaf), Badi Assad, Guinga, Paulo Bellinati, Marco Pereira, Zé Menezes, Fábio Zanon, Gilvan de Oliveira, Toninho Horta, João Lyra, Quarteto Maogani, entre outros. Ainda em 2005, lançou o CD Baba de Calango, com o grupo Choro Rasgado, do qual participa junto com Zé Barbeiro (7 cordas), Rodrigo Y Castro (flauta) e Roberta Valente (pandeiro). Este CD foi indicado ao Prêmio Tim em 2006. Obteve o 2º lugar no V Prêmio Nabor Pires de Camargo em 2006, acompanhado por Zé Barbeiro.
Em 2006, Alessandro foi indicado ao Prêmio Shell de Teatro pela trilha musical da peça Gota d..Água, de Chico Buarque e Paulo Pontes, remontada pelo Grupo Breviário.
Em setembro de 2006, Alessandro lançou seu 2º CD solo Alessandro Penezzi, que contou com as participações especiais de Beth Carvalho, Yamandú Costa, Amélia Rabello, Oswaldinho da Cuíca, Quinteto em Branco e Preto, Arismar do Espírito Santo, e outros grandes músicos brasileiros.
Em 2007 gravou um CD em duo com a grande atriz do teatro brasileiro, Maria Alice Vergueiro, com músicas de Bertolt Brecht e Kurt Weill. No mesmo ano, participou do CD “Laércio de Freitas homenageia Jacob do Bandolim – convidado especial – Alessandro Penezzi”.
Em 2009, Alessandro Penezzi excursionou na América do Sul;
E também foi convidado especial da produção do TENSAMBA FESTIVAL que ocorre há cinco anos nas Ilhas Canárias, em Santa Cruz de Tenerife, Espanha, que é voltado para música brasileira, para fazer apresentações do seu trabalho.
Apresentou-se num festival de jazz na Dinamarca com diversos outros artistas..
Em maio de 2010 se Apresentou novamente nos Estados Unidos, no Spolletto Jazz Festival

## Prêmios e indicações
- 2001 - Foi semifinalista do 4º Prêmio Visa MPB Instrumental, com o Trio Quintessência.
- 2004 - Recebeu o 3º lugar no III Prêmio Nabor Pires de Camargo. E foi um dos doze semifinalistas do 7º Prêmio Visa de Música Brasileira.
- 2006 - Recebeu indicação ao Prêmio Tim, pelo CD Baba de Calango, na categoria Revelação. Obteve o 2º lugar no V Prêmio Nabor Pires de Camargo, acompanhado por Zé Barbeiro.  Ainda em 2006, Alessandro foi indicado ao Prêmio Shell de Teatro, pela trilha musical da peça Gota d'Água, de Chico Buarque e Paulo Pontes, remontada pelo Grupo Breviário, com direção geral de Heron Coelho.
- 2007 - Foi um dos selecionados no Programa Rumos Itaú Cultural Música 2007/2009. Ainda em 2007, foi jurado e apresentou-se no Festival Internacional de Guitarra Jazz Oscar Alemán 2007 em Resistência, Província Del Chaco, Argentina.
- 2009 - Na categoria Instrumental como melhor solista com o Cd "Sentindo", foi indicado para o Prêmio da Música Brasileira 2009, em homenagem a Clara Nunes
- 2019 - Vencedor do Premio de Música Brasileira na categoria de Melhor Álbum Instrumental e Melhor solista ao lado do violonista Yamandú Costa

## Discos
- 1995: bancou junto com o Oitava Cor, do qual era integrante, e conduziu a produção do CD "Vem Pra Roda Sambar", incluindo composições de sua autoria.
- 1996: gravou o CD "Viva o Choro com o Conjunto Som Brasileiro", onde atuava como solista de flauta transversal, flautim (flauta de lata), bandolim, cavaquinho e violão tenor.
- 2001: lançou seu primeiro CD “Abismo de Rosas” com solos de violão.
- 2002: lançou “A Quintessência da Música” com o Trio Quintessência.
- 2005: lançou “Baba de Calango” com o Choro Rasgado, do qual participou Zé Barbeiro (violão sete cordas), Rodrigo Y Castro (flauta) e Roberta Cunha Valente (pandeiro). Este CD foi indicado ao Prêmio TIM em 2006.
- 2006: Alessandro lançou seu 2º CD solo “Alessandro Penezzi”, que contou com as participações de Beth Carvalho, Yamandu Costa, Amélia Rabello, Charles da Flauta, Roberta Cunha Valente, Julio Cerezo Ortiz, Milton Mori, Everson Pessoa, Maurílio de Oliveira, Magnu Sousá[3], Tias Baianas Paulistas, Vitor Pessoa, Ivison Pessoa, Joãozinho do Cavaco, João Poleto, Alexandre Ribeiro, João Lenhari, Richard Armando, Aleh Ferreira,  Nábia Vilella, Tito Gonzalez, Mário Vargas, Douglas Alonso, Luizinho Sete Cordas, Oswaldinho da Cuíca, Quinteto em Branco e Preto, Arismar do Espírito Santo.
- 2007: gravou um CD em duo com a grande atriz do teatro brasileiro, Maria Alice Vergueiro, com músicas de Bertolt Brecht e Kurt Weill.
- 2007: participou do CD “Laércio de Freitas homenageia Jacob do Bandolim” como convidado especial.
- 2008: gravou o CD “Sentindo”, o título se deve ao 2º movimento de uma suíte em homenagem ao seu mestre, Sergio Napoleão Belluco, de Piracicaba, São Paulo.
- 2011: gravou o CD "Cordas ao vento" ao lado do clarinetista Alexandre Ribeiro
- 2012: lançou seu 1° CD ao vivo "Alessandro Penezzi & Alexandre Ribeiro ao vivo na Bimhuis (Amsterdã)"
- 2013: lançou o CD "Dança das Cordas"
- 2014: gravou e lançou o CD "Velha amizade" ao lado do clarinetista Nailor Proveta
- 2018: lançou ao lado do violonista Yamandú Costa o CD "Quebranto" no qual foi o vencedor do Premio de Música Brasileira na categoria de Melhor Album Instrumental.
- Participou como instrumentista na gravação de diversos trabalhos musicais.